# SHOOTING STAR (F-BLOODの曲)
「SHOOTING STAR」（シューティング・スター）は、F-BLOOD2作目のシングル。1998年1月21日にポニーキャニオンから発売された。

## 収録曲
全曲　編曲:小倉博和・有賀啓雄&F-BLOOD
1. SHOOTING STAR
作詞:藤井フミヤ／作曲:藤井尚之
NHK「長野オリンピック」放送イメージソング(詳細:F-BLOODを参照)
2. 雨になりそうな空 
作詞:藤井フミヤ／作曲:藤井尚之・小倉博和 
JR九州「NICE GOING FUKUOKA」CMソング
3. SHOOTING STAR （Instrumental）
4. 雨になりそうな空（Instrumental）

## 参加ミュージシャン
- 藤井フミヤ:Vocal
- 藤井尚之:Guitar,Saxophone